# Guy Ackermann
Guy Ackermann (* 1933 in Bulle) ist ein Schweizer Journalist.

## Werdegang
Ackermann studierte an der Universität Freiburg i.Üe. Rechtswissenschaft. 1958 studierte er Musik und Gesang am Konservatorium Wien. 1960 arbeitete er als Journalist für den Schweizer Kurzwellendienst. 1961 stellte ihn die Télévision Suisse Romande (TSR) als Journalisten und Moderator für verschiedene Sendungen an (z. B. Table ouverte). Direktsendungen und Reportagen erstellte er u. a. für Continents sans visa, Temps Présent, Destins, Agora, Tell Quel, Viva. 1995 ging er in Pension.